# صرير الأسنان
صرير الأسنان أو صريف الأسنان (بالإنجليزية: Bruxism)‏ يعرف بانه عملية إطباق الأسنان على بعضها البعض أو احتكاكها ببعضها البعض بشدة مما يحدث صوتا قد يسبب تلف الأسنان أو ألم يزعج الأشخاص المحيطين، غالباً صرير الأسنان ما يحدث أثناء النوم، لكن يوجد البعض الآخر من الأشخاص الذين يعانون من هذه الحالة أثناء فترة النهار أو وهم مستيقظون. وغالبا ما يكونون الأشخاص الذين يقومون بقرض الأظافر وأصابع اليد أوالأقلام أو مضغ الوجنتين من الداخل بالأسنان.

## الأعراض
في كثير من الأحيان يلحظ أن الشخص المصاب بعادة صرير الأسنان أثناء النوم لا يدرك حدوث الصرير ومع الوقت يشعر الإنسان بألام عند تناول المأكولات والمشروبات الباردة والساخنة والحلويات والحوامض، كذلك يشعر بصداع وألم في المفصل الصدغي وخاصة عند الاستيقاظ في الصباح الباكر وهذا الاضطراب يصيب كلا الجنسين وتزداد عند صغار السن وتقل عند المتقدمين في العمر حيث أن عامل الوراثة يلعب دورا كبيرا في حدوث المشكلة وأن المشكلة تزيد لدى الأطفال الذين يعانى أحد والديهم من المشكلة نفسها.

## الأسباب
وتتنوع الأسباب التي تؤدي إلى ظهور صرير الأسنان أثناء الليل، يعتبر الإجهاد والضغط العصبي العامل الأساسي لحدوث صرير الأسنان، وهنا يمكن الحديث عن أحد الأمراض النفس جسدية».
كما أن المشاعر المكبوتة والمخاوف ومشكلات الحياة اليومية مثل، القلق، الغضب، الإحباط والألم. إدمان الكحول.التدخين... ويقول أوليفر أليرس، من جمعية التشخيص والعلاج الوظيفي بمدينة دوسلدورف الألمانية «تعتبر الأسنان في هذه الحالة بمثابة صمام للتنفيس عن المشاعر المكبوتة».
أيضا تحدث لكثير من الناس عملية صرير الأسنان يكون سببها الأخطاء الأسنان التي تنشأ في تركيب التيجان والحشوات غير مناسبة أو نتيجة لأسباب متعلقة بعظام الفكين. ويصعب اكتشاف صرير الأسنان في وقت مبكر؛ لأنه يحدث دون وعي في معظم الأحيان. إذا كان صرير الأسنان يحدث ليلاً، فلا يمكن التعرف إليه إلا من خلال الشخص المجاور في السرير. في بعض الأحيان يؤدي صرير الأسنان إلى انطلاق قوى هائلة في الفم، وهو الأمر الذي يتسبب في تعرض مينا الأسنان، التي تعتبر أصلب المواد الموجودة في جسم الإنسان، إلى أضرار بالغة، حيث تمتد الآثار السلبية من الأسطح المصقولة للغاية مروراً بالشظايا والتشققات ووصولاً إلى الأسنان المخلخلة والمتآكلة بشدة، وفي هذه الحالة يكون عصب الأسنان مغطى بطبقة رقيقة للغاية. ويؤدي الضغط وطحن الأسنان إلى توتر عضلات الفك بشدة وتعرضها لإجهاد زائد، ما قد يتسبب في ظهور آلام موضعية أو منتشرة، إضافة إلى ذلك قد تظهر آلام في المفصل الصدغي الفكي، إلى جانب الصداع وآلام في عضلات الرقبة والكتف والظهر والحوض. ومن الظواهر المصاحبة لصرير الأسنان أيضاً طنين الأذن وظهور اختلالات في الرؤية.

## العلاج
يقسم العلاج الحديث لصرير الأسنان إلى قسم علاج يتم عند عيادة طبيب الأسنان، والقسم الآخر عند الطبيب النفسي.
1. العلاج في العيادة السنية: عند تشخيص الحالة المرضية على أنها صرير الأسنان، يتم استعمال جبيرة سنية مع معظم المرضى، التي تهدف إلى وقف النزيف في بينية الأسنان، حيث تعمل جبيرة الإطباق من دون تعديل اتصال الأسنان عن إبعاد الفك العلوي عن الفك السفلي، كما أن هناك جبيرة إطباق مُصممة بشكل مُعقد تقوم بالإضافة إلى ذلك بضبط وضع الفكين، بحيث يتم تثبيت الفك السفلى، وهو ما يخفف الإجهاد الواقع على عضلات المضغ.
2. العلاج في العيادة النفسية: يساعد الطبيب السيكولجي المرضى على التخلص من الإجهاد والتوتر العصبي. وتعتبر طريقة الارتجاع البيولوجي إحدى الوسائل الحديثة التي تساعد المرضى على زيادة وعيهم وإدراكهم بمشكلة طحن وصرير الأسنان، وتعتمد هذه الطريقة على مستشعر يتم لصقه على عضلات المضغ، ويقوم بقياس مدى توتر وإجهاد العضلات.

ويتعين على المرضى أيضاً تعلم كيفية تخفيف الإجهاد الواقع على الفكين من خلال اتباع بعض تقنيات وأساليب الاسترخاء؛ ومنها مثلاً عدم تلامس الأضراس مع بعضها بعضاً مع غلق الفم، وأن يستقر طرف اللسان خلف الصف العلوي للأسنان. والعامل الأهم هو أن يحافظ المرء على هذا الوضع للفكين في حياته اليومية، حتى يتخلص من مشكلة صرير الأسنان.